# Марк Квејто
Марк Квејто (енгл. Mark Cueto; 26. децембар 1979) бивши је енглески рагбиста и рекордер по броју постигнутих есеја у Премијершипу.

## Биографија
Висок 183 цм, тежак 95 кг, Квејто је повремено играо аријера (енгл. Full back), али најчешће лево крило. Целу каријеру провео је у екипи Сејл шаркс, са којом је освајао Премијершип и Куп европских изазивача у рагбију. За ајкуле је одиграо 303 утакмица и постигао 590 поена. За енглеску репрезентацију одиграо је 55 тест мечева и постигао 100 поена. У финалу светског првенства 2007. судије су му поништиле есеј. Постигао је рекордних 90 есеја у премијер лиги.